# Solnhofen
Solnhofen è un comune tedesco di 1 741 abitanti, situato nel Land della Baviera.
Anticamente (primo millennio) il nome della località era Husen. Alla metà dell'VIII secolo vi giunse il monaco inglese Sola, proveniente dall'Abbazia di Fulda, che vi fondò un Oratorium. Con la morte e santificazione di Sola la località prese la sua attuale denominazione.

## Geografia fisica
Il comune si trova nella valle dell'Altmühl e conta le frazioni (Ortsteile) di Esslingen ed Hochholz.

I comuni più vicini sono Pappenheim (a 6 km), e Treuchtlingen (a 9). Si trova a sud del capoluogo, Weißenburg, e da esso dista 23 km; mentre ne dista circa 50 dalla cittadina danubiana di Donauwörth.

## Monumenti
La Basilica di San Sola, datata al periodo Carolingio, è uno dei monumenti più significativi dell'epoca in Germania.

## Paleontologia

### Calcare di Solnhofen
Il paese è noto ai paleontologi per il Calcare di Solnhofen, una formazione calcarea a grana finissima di età giurassica che rappresenta un Konservat-Lagerstätte, ovvero un giacimento a conservazione eccezionale che conserva fossili con traccia delle parti molli. Alois Senefelder utilizzò blocchi del Calcare di Solnhofen per il processo della litografia, da lui inventato nel 1798. Le cave dalle quali venne estratto il calcare per la litografia furono fonte di spettacolari ritrovamenti, tra i quali il famosissimo Archaeopteryx lithographica, o l'Aspidorhynchus crassirostris, del genere Aspidorhynchus. I dieci esemplari finora trovati provengono tutti dalle vicinanze di Solnhofen.

Solnhofen ricorda il lavoro di Alois Senefelder con una statua dell'inventore della litografia.

### Bürgermeister Müller Museum
Il Bürgermeister Müller Museum di Solnhofen illustra la storia della litografia, la storia delle cave di calcare litografico e gli spettacolari fossili trovati in zona, tra i quali si annoverano rettili volanti (pterosauri), rettili marini (ittiosauri, plesiosauri, coccodrilli, tartarughe, lucertole e sfenodonti), pesci (sia ossei che cartilaginei), crostacei (gamberi, aragoste e granchi) ed altri invertebrati quali spugne, meduse, coralli, anellidi, briozoi, brachiopodi, bivalvi, gasteropodi, cefalopodi (ammoniti, nautiloidea), echinodermi (crinoidi come gli Pterocoma, stelle marine, ofiuroidei, ricci di mare e oloturie).

## Galleria d'immagini

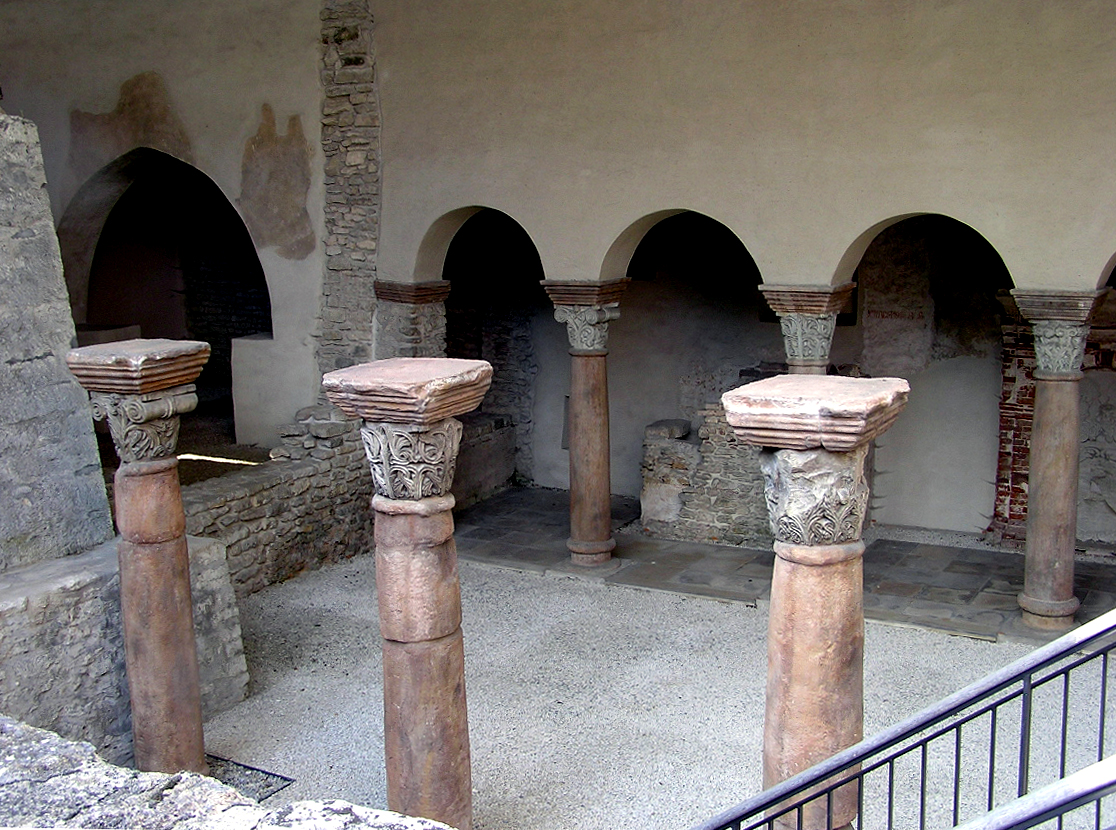
La Basilica di San Sola.
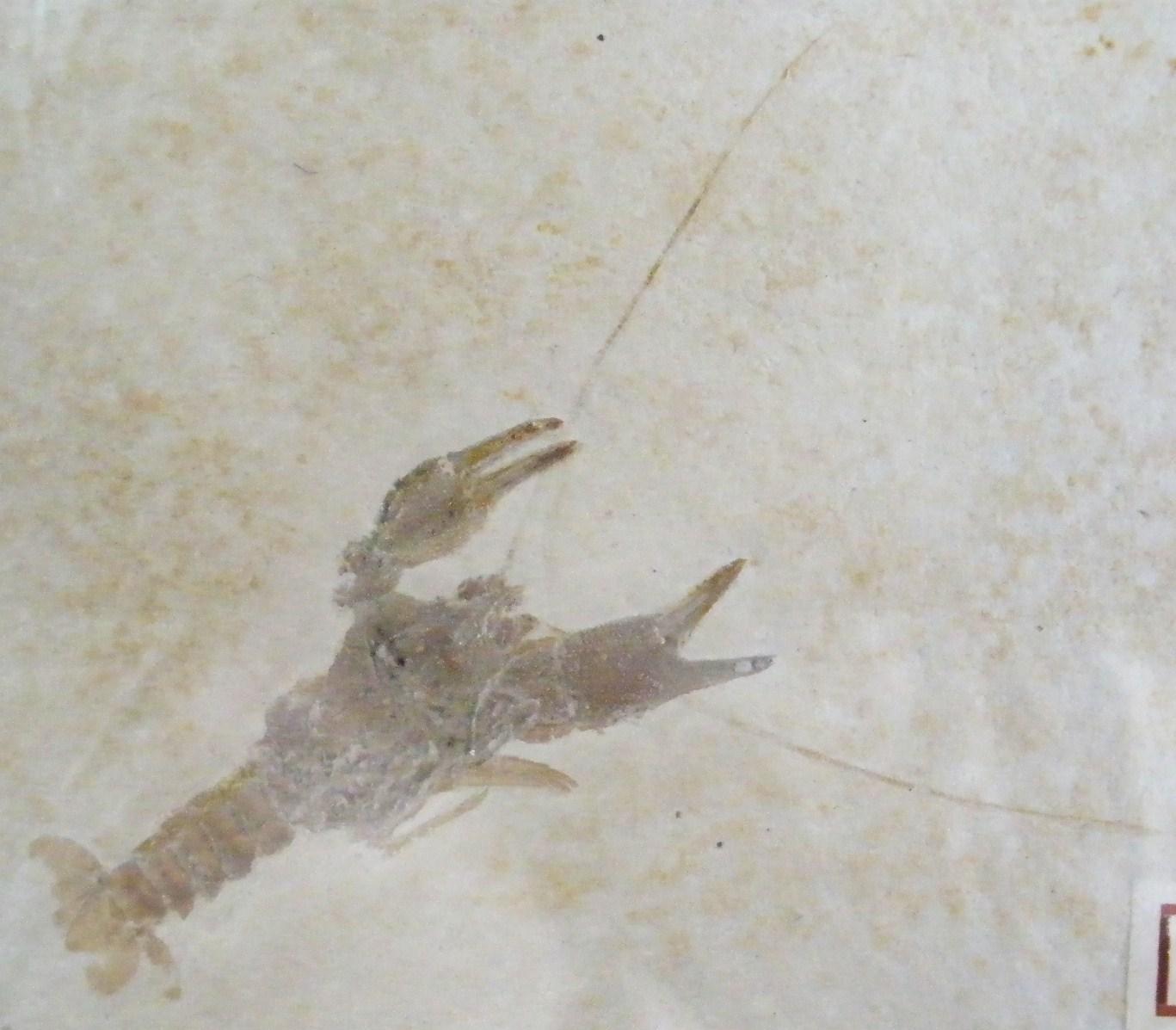
Fossile di Eryma.
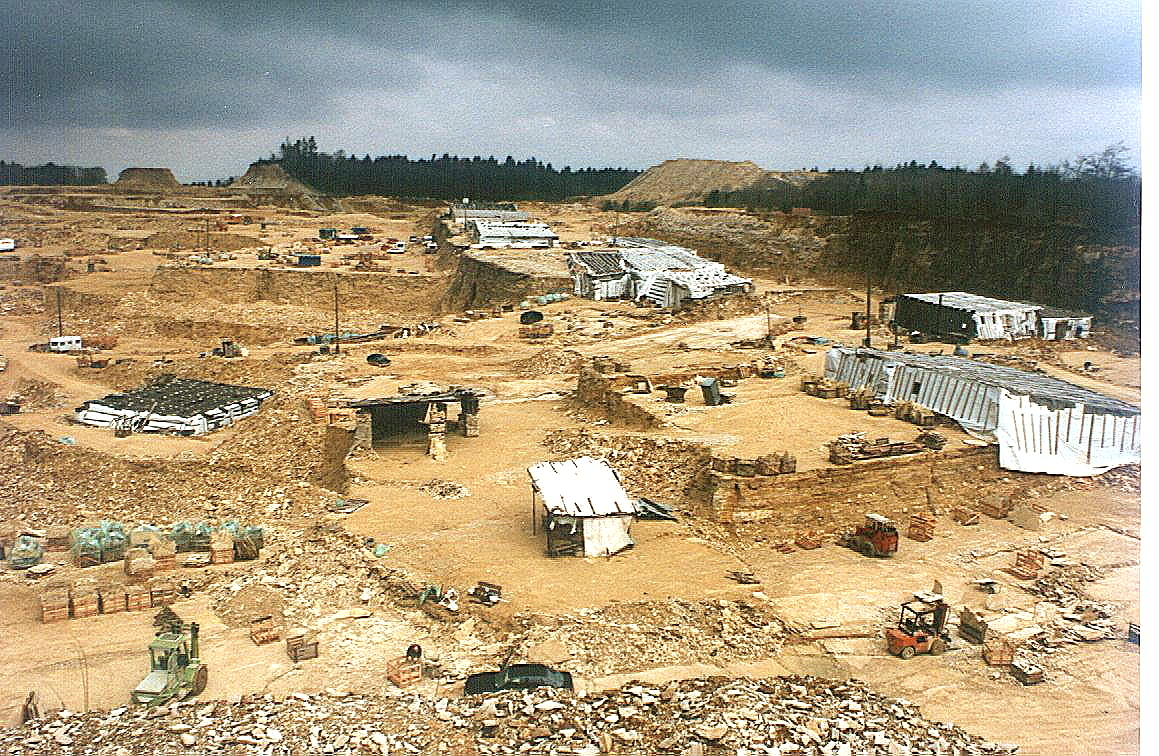
Le cave di pietra calcarea